# Cyprian (arcybiskup Cypru)
Cyprian (ur. 1756 w Strowolos, zm. 1821 w Nikozji) – zwierzchnik Cypryjskiego Kościoła Prawosławnego w latach 1810–1821.

## Życiorys
We wczesnej młodości wstąpił do klasztoru Machaira, gdzie odebrał podstawowe wykształcenie. Następnie służył w placówce klasztoru w Strowolos i został wyświęcony na diakona. W 1783 razem z przełożonym wspólnoty wyjechał do księstw naddunajskich w celu przeprowadzenia zbiórki funduszy na klasztor. W Jassach został wyświęcony na kapłana i służył w miejscowej cerkwi. Równocześnie uczęszczał do greckojęzycznej szkoły. Najprawdopodobniej przyczynił się do uzyskania od księcia Michała Soutsosa dorocznego wsparcia pieniężnego dla klasztoru, a także przywileju dla wspólnoty od patriarchy konstantynopolitańskiego Gerazyma III. 
W 1802 wrócił na Cypr i ponownie zamieszkał w filii klasztoru Machaira w Strowolos. W 1810, po śmierci arcybiskupa Chryzanta, został nowym zwierzchnikiem Kościoła Cypru.
Jako arcybiskup Nowej Justyniany i całego Cypru podjął reformy wewnętrzne w Kościele, działając na rzecz podniesienia poziomu wykształcenia duchowieństwa oraz poprawy sytuacji materialnej Kościoła Cypru. W 1812 założył w Nikozji i w Limassol Szkołę Grecką. Działalność religijną łączył z uczestnictwem w ruchu narodowowyzwoleńczym Greków cypryjskich.
Po wybuchu powstania w Grecji został uwięziony i stracony (razem z metropolitami Pafos Chryzantem, Kition Melecjuszem i Kirenii Laurentym) na polecenie tureckich władz wyspy, obawiających się rozprzestrzenienia walk także na Cypr.